# Cloniocerus hystrix
Cloniocerus hystrix là một loài bọ cánh cứng trong họ Cerambycidae.